# London Bridge (Lied)
London Bridge ist ein Hip-Hop-/Rap-Song mit Einflüssen aus der Popmusik der US-amerikanischen Sängerin und Rapperin Fergie aus ihrem Solo-Debütalbum The Dutchess. Das Lied enthält einige Samples von Down to the Night Club, ein Lied von Tower of Power. London Bridge wurde am 18. Juli 2006 als Fergies Debütsingle veröffentlicht. Das Lied wurde der erste Nummer-eins-Hit der Sängerin in den USA. Im April 2009 hat London Bridge in den USA über 2.000.000 Einheiten verkauft.

## Informationen zum Lied
Das Lied wurde von Polow da Don und Fergie produziert und von dieser und Sean Garrett geschrieben. Fergie beschreibt es als „eine Art Schlag ins Gesicht der Leute, um sie zu informieren, dass ich in bin und gerade groß rauskomme ... Ich möchte gerade soviel Spaß mit so vielen Männern haben, wie ich kann.“ Das Lied ist ein Club-Hit mit einer persönlichen Sicht auf Themen wie Ruhm, Ehre, V.I.P, Sex und Männer. Das Lied beginnt mit einer Sirene, danach schreien während des ganzen Liedes Männer „Oh Shit!“ oder „Oh Snap!“. Fergie singt und rappt.

## Versionen vonLondon Bridge
Die „Album Version“ hat ein längeres Outro, die „Explicit Version“ (auch bekannt als „Normal Dirty Version“) ein kürzeres. In der „Clean Version“ wird „Oh Shit!“ durch „Oh Snap!“ ersetzt, die Wörter „ho“ und „ass“ werden ebenfalls ersetzt, und das Lied endet ohne Outro.

## Musikvideo
Fergie überlegte sich mit ihren Bandmitgliedern von den Black Eyed Peas, Will.i.am, Taboo und Apl.de.ap das Konzept des Musikvideos, damit das Video gut zum Lied passt. Sie beschreibt das Konzept folgendermaßen: "Wir haben uns ein Androgynie-Thema überlegt, meine Mädchen gehen in einen Gentlemen’s Club, sie bringen die Männer ins Badezimmer, und sie kommen mit Hip-Hop-Kleidung und im Schlabber-Look wieder, so wie ich es will und liebe, einige Männer werden für mich auch halbnackt kommen, und ich werde all diese Männer bewundern. Später werden die Männer mich fragen, ob ich mit ihnen Sex haben will, und ich werde zustimmen und darf sie betatschen. Will.i.am, Taboo und Apl.de.ap haben alle Cameo-Auftritte im Musikvideo.
Für das Musikvideo, welches in Woolwich Barracks in Woolwich, South London gefilmt wurde, brachte Fergie viele Tänzer und Tänzerinnen mit. Einige ihrer Tänzer verkleideten sich als Bodyguards und Cholas.
Fergie segelt im Video durch die Themse vor der Tower Bridge, die nicht mit der London Bridge zu verwechseln ist.
Am 7. November 2009 wurde das Musikvideo von London Bridge bei YouTube über 2.217.623 Mal angesehen.

## Remixversionen
Es gibt eine Remixversion des Liedes mit dem Rapper 50 Cent mit dem Titel London London.

## Kritiken
Rolling Stone nannte das Lied einen "kompletten Nachfolger von Hollaback Girl, Gwen Stefanis Nummer-eins-Hit aus dem Jahre 2005. Andere Kritiker beschreiben das Lied als Hollaback Girl mit einem sexuellen Thema.

## Kommerzieller Erfolg

### Chartplatzierungen
| ChartsChartplatzierungen       | Höchstplatzierung | Wochen |
| ------------------------------ | ----------------- | ------ |
| Deutschland (GfK)              | 3 (13 Wo.)        | 13     |
| Österreich (Ö3)                | 3 (15 Wo.)        | 15     |
| Schweiz (IFPI)                 | 6 (18 Wo.)        | 18     |
| Vereinigte Staaten (Billboard) | 1 (21 Wo.)        | 21     |
| Vereinigtes Königreich (OCC)   | 3 (10 Wo.)        | 10     |

| ChartsJahrescharts (2006)      | Platzierung |
| ------------------------------ | ----------- |
| Deutschland (GfK)              | 52          |
| Österreich (Ö3)                | 62          |
| Schweiz (IFPI)                 | 74          |
| Vereinigte Staaten (Billboard) | 22          |

### Auszeichnungen für Musikverkäufe
| Land/Region                  | Auszeichnungen für Musikverkäufe (Land/Region, Auszeichnung, Verkäufe) | Verkäufe  |
| ---------------------------- | ---------------------------------------------------------------------- | --------- |
| Australien (ARIA)            | Platin                                                                 | 70.000    |
| Brasilien (PMB)              | Diamant                                                                | 250.000   |
| Dänemark (IFPI)              | Gold                                                                   | 7.500     |
| Japan (RIAJ)                 | Gold (Mobile Downloads) · + 2× Platin (Ringtone)                       | 600.000   |
| Neuseeland (RMNZ)            | Platin                                                                 | 30.000    |
| Vereinigte Staaten (RIAA)    | 2× Platin (Single) · + Platin (Mastertone)                             | 3.000.000 |
| Vereinigtes Königreich (BPI) | Silber                                                                 | 200.000   |
| Insgesamt                    | 1× Silber · 2× Gold · 7× Platin · 1× Diamant ·                         | 4.157.500 |

Hauptartikel: Fergie/Auszeichnungen für Musikverkäufe